# Jason Colavito
Jason Colavito (Auburn, 18 de abril de 1981) es un escritor y periodista estadounidense. Ha escrito varios libros, entre ellos The Cult of Alien Gods (2005), Knowing Fear (2007) y Jason and the Argonauts Through the Ages (2014). Su trabajo también ha aparecido en la revista Skeptic.

## Biografía
Colavito asistió a la Auburn High School, en Auburn, Nueva York, y se graduó summa cum laude en el Ithaca College en Ithaca, Nueva York, donde se licenció en antropología y en periodismo en 2003. En la primavera de 2002, Colavito, junto con dos de sus compañeros de una clase de periodismo televisivo en el Colegio Ithaca, entrevistó a Giorgio A. Tsoukalos, uno de los creadores de la hipótesis de que los primeros seres humanos fueron visitados por extraterrestres.  
El trabajo de Colavito se ha centrado en desenmascarar la «arqueología alternativa» a través de su sitio web Lost Civilizations Uncovered, su boletín informativo The Skeptical Xenoarchaeologist, libros y medios de comunicación. Su trabajo ha sido citado en Huffington Post  y en History Channel.
En 2005, Colavito escribió The Cult of Alien Gods: H. P. Lovecraft and Extraterrestrial Pop Culture, publicado por Prometheus Books. En el libro, Colavito explora las influencias de Los mitos de Cthulhu, de H. P. Lovecraft, en las obras populares de Erich von Däniken y Graham Hancock, así como su influencia general sobre la «cultura pop extraterrestre». A través de su sitio web, Colavito también comparte trabajos no publicados sobre historia alternativa, ocultismo y ficción especulativa.

## Reseñas de libros
- Janicker, Rebecca (November 2006). «Myth Maker». Science Fiction Studies 33 (3): 553-554. JSTOR 4241482. doi:10.2307/4241482.
- Kattelman, Beth A. (1 de diciembre de 2008). «Knowing Fear: Science, Knowledge and the Development of the Horror Genre». The Journal of Popular Culture 41 (6): 1087-1088. doi:10.1111/j.1540-5931.2008.00565_10.x.
- Harlan, Wilson D. (January 2009). «The Science of Horror, the Horror of Science». Journal of the Fantastic in the Arts 20 (1): 109-116.
- Janicker, Rebecca (March 2009). «What We Don't Know Won't Hurt Us». Science Fiction Studies 36 (1): 155-157. JSTOR 25475216.
- Ransom, Amy J. (March 2010). «Delightful Horrors». Science Fiction Studies 37 (1): 115-117. JSTOR 40649592.